# Индийска суперлига
Индийската Суперлига (на английски: Indian Super League), официално Хиро Индийска Суперлига (по името на основния спонсор – най-големия производител на двуколесни моторни превозни средства Хиро МотоКорп) е професионална футболна лига в Индия. Създадена е на 21 октомври 2013 г. и заедно с И-Лигата съставлява най-високото ниво в индийския футбол. Състои се от 12 отбора, които трябва задължително да имат поне един т. нар. „марков играч“ – футболист със световна известност – и още седем чужденци (част от които от своя страна са не по-малко известни от марковите играчи). Лигата следва модела на американската Мейджър Сокър Лийг с франчайзинг система – след избирането на градовете-домакини са създадени осем отбора, които ще играят без последните в класирането да изпадат в по-долна дивизия. Целта на първенството е да популяризира футбола в държава с огромен зрителски и маркетингов потенциал, в която обаче този спорт на местно ниво значително отстъпва на спорт номер едно – крикета. Изследване от 2012 г. показва, че през тази година над 150 милиона индийци са гледали футбол по телевизията, но не от местната И-Лига, а от английската Висша лига, испанското първенство и Шампионската лига.

## Създаване
През 2010 г. Общоиндийската Футболна Федерация (ОФФ) подписва петнадесетгодишен договор за развитие на стойност 7 милиарда индийски рупии (над 91 милиона евро) с Рилайънс Индъстрис и Интернешънъл Мениджмънт Груп (ИМГ). Двете компании получават ексклузивни права за създаване на ново футболно първенство и неговите спонсорство, реклама, франчайзинг, излъчване и продажба на рекламни стоки. Първите слухове за създаване на шампионат с франчайз отбори се появяват по време на конфликта между И-Лигата и ОФФ, който е заради липса на комуникация между двете, и гласят, че ИМГ-Рилайънс ще реформират И-Лигата, за да стане тя със структура, сходна с Мейджър Лийг Сокър и други подобни първенства.
На 25 април 2011 г. е стартиран проектът за първото подобно първенство – Бенгалска Висша Лига, първенство в щата Западна Бенгалия, организирано от Селебрити Мениджмънт Груп и футболната федерация на Западна Бенгалия. Планирано първият сезон да започне на 25 февруари 2012 г. и да се състои от шест отбора с по един световноизвестен футболист в състава си – договори са подписани с Ернан Креспо, Фабио Канаваро, Роби Фаулър, Робер Пирес, Джей Джей Окоча и Хуан Пабло Сорин. Малко преди началото на сезона обаче той е отложен, а през 2013 г. заради проблеми с финансирането Бенгалската Висша Лига е разформирована още преди да е изигран и един сезон.
Когато се разчува идеята за Индийската Суперлига, отборите от И-Лигата се обявяват против нея и сформират Асоциация на Индийските Професионални Футболни Клубове. В опит да се опълчат на Суперлигата те обявяват, че няма да разрешат техни играчи да бъдат взети под наем за участие в Суперлигата, както и че няма да подписват договори с играчи, които вече имат взаимоотношения с ИМГ-Рилайънс. През август обаче, докато всички отбори от И-Лигата имат проблеми с получаване на лиценз за участие в първенството, ИМГ-Рилайънс заявява, че вече има подписани договори с нужния им брой местни футболисти. На 21 октомври 2013 г. е даден официалният старт на Индийската Суперлига, чиито първи сезон трябва да се състои от януари до март 2014 г. Впоследствие стартът на първенството е отложен за месец септември, а наддаването за франчайз на отборите – за месец март.
Първият отбор, чиито проект е стартиран, е Атлетико де Колката. Това става на 7 май 2014 г., а месец по-късно отборът обявява и първия марков играч – Луис Гарсия. На 22 юли се състои първият драфт за местни играчи, като в него са включени и 40 играчи с мачове в индийския национален отбор, включително и звездите Климакс Лоурънс, Гураманги Сингх, Субрата Пал, Сиед Наби, Мехтаб Хосаин и др. В средата на август става ясно, че собствениците на франчайз отбора от Бенгалор се отказват от участие заради неразбирателство с организаторите, а мястото на тима е заето от ФК Ченай.
Първият шампион на турнира е Атлетико де Колката, който надделява във финалния плейоф над Керала Бластърс с гол в добавеното време.

## Формат
Всички отбори играят помежду си по два мача с разменено гостуване. След изиграването им, първите четири отбора играят полуфинали, също на разменено гостуване, за да определят участниците във финалния двубой. Всеки отбор трябва да пуска в игра едновременно минимум пет местни играчи.

## Отбори
Повечето от отборите са съсобственост на по няколко души, сред които личат имената на едни от най-известните и най-влиятелните индийски безнесмени, актьори и играчи по крикет, както и футболните отбори на Атлетико Мадрид и Фиорентина.
Относно играчите в един отбор важат строги правила. Всеки отбор трябва да подпише с минимум 22 играчи: поне един марков играч по свой избор, още седем чужденци – с два от тях по свой избор и пет, взети от драфта, и 14 индийци, също избрани от драфта, като четири от тях трябва да са родени в града, където е базиран отборът.
- 1 – Колката Гейм енд Спортс е консорциум, в който влизат бившият капитан на индийския национален отбор по крикет Сурав Гангули, бизнесмените Харшавардан Неотиа, Санджив Гоенка и Утсав Парекх и Атлетико (Мадрид).
- 2 – ФК Гоа е собственост на бизнесмените Венугопал Дхоот, Шринивас Демпо и Датарадж Салгаокар и състезателя по крикет Вират Коли. Демпо и Салгаокар притежават и футболни отбори от И-Лигата.
- 3 – ДЕН Нетуъркс е водещият дистрибутор на кабелна телевизия в Индия.
- 4 – Сачин Тендулкар е един от най-известните индийски състезател по крикет, а Потлури е предприемач.
- 5 – Мумбай Сити е собственост на актьора Ранбир Капур и счетоводителя Бимал Парекх.
- 6 – НортИйст Юнайтед е собственост на актьора Джон Абрахам и отбора от И-Лигата Шилонг Ладжонг.
- 7 – Собстеност на актьора Ритик Рошан, Вадхаван Груп и италианския футболен отбор Фиорентина.
- 8 – ФК Ченай е собственост на актьора от Абхишек Баччан, настоящия капитан на индийския национален отбор по крикет Махендра Сингх Дхони и Дани, братовчедка на най-богатия индиец Мукеш Амбани.

### Сътрудничество с други отбори
| Отбор от ИСЛ        | Сътрудничество с |
| ------------------- | ---------------- |
| Атлетико де Колката | Атлетико Мадрид  |
| Гоа                 | Демпо            |
| Делхи Дайнамос      | Фейенорд         |
| Керала Бластърс     |                  |
| Мумбай Сити         |                  |
| НортИйст Юнайтед    | Шилонг Ладжонг   |
| Пуна Сити           | Фиорентина       |
| Ченай               |                  |

## Чуждестранни играчи
Авантюрата да популяризират футбола в държава като Индия привлича множество добре познати имена от европейския футбол. Някои от тях като Фредрик Люнгберг и Робер Пирес подновяват вече прекратените си кариери, за да се включат в надпреварата. От финансова гледна точка Суперлигата също е много примамлива – Адриан Муту например подписва договор с Пуна Сити за половин милион евро на сезон, но впоследствие не получава виза за Индия. През 2017/18 г. в Керала Бластърс играе българският голмайстор Димитър Бербатов. Макар и не толкова известни, в първенството участват и играчи, минали през българската А група – Павел Чмовш от Левски, Юнес Банжелун от Локомотив (Пловдив), Иван Боладо от ЦСКА и Кристиан Идалго от Черно море.
Списък на по-известните чуждестранни играчи:

## Телевизионни права
Правата за излъчване на мачовете се държат от СТАР Спортс, част от империята на Рупърт Мърдок. За да се постигне целта на първенството – популяризиране на футбола в Индия, мачовете се излъчват по невиждана в Индия схема, включваща пряко предаване на всички мачове по осем канала (не само със спортна тематика) на пет езика, както и по интернет на сайта на СТАР Спортс. По този начин Суперлигата може да достигне до 85% от зрителската аудитория в страната. В Европа правата за излъчване се държат от Евроспорт 2, с изключение на Великобритания, където те са в ръцете на СТАР ТВ ЮКей.

## Шампиони
| Година | Шампион             |
| ------ | ------------------- |
| 2014   | Атлетико де Колката |
| 2019   | Бенгалуру ФК        |

## Голмайстори
| Година | Голмайстор      | Отбор | Голове |
| ------ | --------------- | ----- | ------ |
| 2014   | Елано           | Ченай | 8      |
| 2019   | Феран Короминас | Гоа   | 34     |